# Bithoor
Bithoor là một thị xã và là một nagar panchayat của quận Kanpur Nagar thuộc bang Uttar Pradesh, Ấn Độ.

## Nhân khẩu
Theo điều tra dân số năm 2001 của Ấn Độ, Bithoor có dân số 9647 người. Phái nam chiếm 55% tổng số dân và phái nữ chiếm 45%. Bithoor có tỷ lệ 62% biết đọc biết viết, cao hơn tỷ lệ trung bình toàn quốc là 59,5%: tỷ lệ cho phái nam là 70%, và tỷ lệ cho phái nữ là 53%. Tại Bithoor, 13% dân số nhỏ hơn 6 tuổi.